# Animals as Leaders
Animals as Leaders – amerykańska grupa muzyczna wykonująca instrumentalny metal progresywny. Powstała w 2007 roku w Waszyngtonie z inicjatywy wirtuoza gitary – Tosina Abasiego. Nazwa zespołu została zainspirowana nowelą amerykańskiego pisarza – Daniela Quinna pt. Izmael (ang. Ishmael).

## Dyskografia
| Animals as Leaders          | - Data: 28 kwietnia 2008 - Wydawca: Prosthetic Records | —  | —  | —  | —   |                   |
| Weightless                  | - Data: 7 listopada 2011 - Wydawca: Prosthetic Records | 92 | 50 | 16 | —   | - USA: 6,0 tys.+  |
| The Joy of Motion           | - Data: 25 marca 2014 - Wydawca: Prosthetic Records    | 23 | 24 | 4  | 156 | - USA: 13,0 tys.+ |
| The Madness of Many         | - Data: 11 listopada 2016 - Wydawca: Sumerian Records  | 56 | 17 | 4  | —   | - USA: 9,0 tys.+  |
| "—" album nie był notowany. |                                                        |    |    |    |     |                   |

## Teledyski
| Tytuł                   | Rok  | Reżyseria                         | Album               | Źródło |
| ----------------------- | ---- | --------------------------------- | ------------------- | ------ |
| "CAFO"                  | 2009 | Scott Hansen                      | Animals As Leaders  | [ 10 ] |
| "Physical Education"    | 2015 | Cameron Alexander, Patrick Lawler | The Joy Of Motion   | [ 11 ] |
| "Cognitive Contortions" | 2017 | Randy Edwards                     | The Madness of Many | [ 12 ] |

## Nagrody i wyróżnienia
| Rok  | Kategoria     | Tytułem            | Nagroda                         | Nota      | Źródło |
| ---- | ------------- | ------------------ | ------------------------------- | --------- | ------ |
| 2012 | Best New Band | Animals as Leaders | Metal Hammer Golden Gods Awards | Nominacja | [ 13 ] |
| 2014 | Breakthrough  | Animals as Leaders | Progressive Music Awards        | Nominacja | [ 14 ] |